# メノルカ島侵攻
メノルカ島侵攻 （メノルカとうしんこう、英: Invasion of Minorca）は、アメリカ独立戦争後半の1781年8月19日からフランス・スペイン連合軍が地中海にあるメノルカ島のイギリス軍セントフィリップ砦を包囲し、5か月以上後の1782年2月に陥落させた戦いである。これによってスペインがフランスの同盟国としてアメリカ独立戦争に参戦した主たる目的の1つを達成することになった。最終的に1783年パリ条約により、メノルカ島はスペインに割譲された。

## 背景
メノルカ島の東端にはマオー港があり、地中海では最大級に水深のある停泊地である。地中海岸に拠点を持たない海軍国にとって、メノルカ島は大きな戦略的価値を持つものであり、その意味でイギリスは18世紀の大半でこの島を保持していた。港に入る狭い入口は、イギリス軍がセントフィリップ城とよぶ砦で守られていた。この名前はスペイン語のel castillo de San Felipeを翻訳したものだった。1756年にビング提督が砦を占有するよりも自分の艦隊の安全性の方が重要と判断し（ミノルカ島の海戦）、その後銃殺刑に処されて、他の提督達により積極的に任務を遂行させるようになった出来事があってから、砦はその外郭にあるサンカルロスとマールボロと呼ばれる小砦と共に著しく防御が高められた。その1756年の戦いではフランスが勝ったが、1763年に七年戦争の敗戦を迎え、メノルカ島は歴史的な結びつきが深く、フランスの同盟国であるスペインへではなく、イギリスに返還された。1779年4月12日、アランヘス条約によってスペイン政府はフランスとの対イギリス同盟を更新し、メノルカ島を奪還することをその主目標の一つに据えた。イギリスがもう一つ地中海出口に所有する要塞ジブラルタルを奪還することに比べれば小さな目標だったが、メノルカ島からイギリスを排除すれば、そこを拠点にして繁盛している私掠船の群れを排除できるので、これも重要だった。これら私掠船はメノルカ島知事のジェイムズ・マリーから免許を受け、イギリスの敵国と商売をする可能性のある船舶を捕まえていた。

## 奪還のための作戦
1779年に行われたジブラルタル奪還作戦はうまく行かず、スペインの軍事指導者達は1780年末までに、ジブラルタルを長期間包囲することと並行して別の作戦を始める必要があるという考えを受け入れていた。それ故にメノルカ島侵攻作戦は1781年の初期数か月で立案された。立案者はクリヨン公爵ドン・ルイス・ベルトン・デ・ロス・ブラトス（フランス人で「恐怖を知らない男」ルイ・デス・バルベ・ド・ベルトン・ド・クリヨンの子孫）だった。クリヨンはスペインの陸軍大臣で外務大臣でもあるフロリダブランカ伯爵ホセ・モニーノ・イ・レドンドと共に働いていたが、この二人の関係は幾らか歪みを生じており、クリヨンはおそらく考慮しておくべきほどの忠告を容れなかった。

## 侵略艦隊
1781年6月25日、ギシェン提督の指揮する約20隻の戦闘艦からなるフランス艦隊がブレスト港を出て沿岸偵察を行ったが、偶々地中海に入ることになった。このことでメノルカ島には侵略艦隊に対する備えを増やさせることになったが、イギリス軍を欺すために目標に近付くまで同盟スペインの艦隊とは合流しなかった。スペインの侵略艦隊は51隻の兵員輸送船、18隻の補給船、3隻の病院船、3隻の食料運搬船、2隻の砲艦、1隻の消防艇および13隻の武装護衛艦であり、1781年7月23日にカディスを出港し、最初は目的地がアメリカであるかのように西に向かい、夜に転換して7月25日にジブラルタル下を通過した。地中海では逆風に遭い、7月29日までに船団が分裂を始め、カルタヘナに近いラサビダ入江で風よけをする必要があった。その後数日の間にスペイン艦隊はフランス艦隊の戦闘艦と慎重に合流した。合流した艦隊は8月5日にラサビダを出発し、24日にはアリカンテが見える所まで到着し、17日夜にはスペイン海岸を離れてフォルメンテラ島に向かった。8月18日にマヨルカ島の南、カブレラの小島を過ぎるとき、パルマから来た別の戦闘艦4隻が合流した。その夜風向きが南東の風となり、艦隊はマヨルカ島に吹き流されて座礁しないよう注意する必要があったが、翌朝にはメノルカ島が視界に入った。

## 侵攻作戦
侵攻軍の主力は主たる標的であるマオー港の直ぐ北、メスキダ湾で上陸し、第二部隊は港の南アルコーファーで上陸し、島に他に2つ在るシウタデリャとフォルネルスの港は海上封鎖することになっていた。メスキダの部隊は知事が住むマオーの町に急行し、知事とできるだけ多くのイギリス兵を捕まえることとされた。アルコーファーの部隊は郊外の住宅地ジョージタウン（現在のエス・カステル）からセントフィリップ砦に至る道路を閉鎖することとされた。これと同じ頃、3番目の部隊がシウタデリャのデゴラドル海浜で上陸し、島を横断する主要道路を閉鎖することにした。最後にフォルネルスで上陸した分遣隊がそこの小さな砲台を占領することになっていた。

## 実際の侵攻
この作戦には1つの基本的な欠陥があった。それはイギリス軍がメノルカに近づいている大船団は友好的な意図で来ていると信じるはずだという仮定に立っていたことだった。さらに風のために作戦の修正を余儀なくされ、艦隊の主力が島の北ではなく南を回ることになったために、シウタデリャでの上陸は一時的に不可能になった。午前10時半頃に艦隊はメノルカ島の南東端にあるエアー島を回ってマオー港への接近を始め、一方アルコーファーの部隊は上陸に向かった。11時半を過ぎた頃、艦隊を先導していた艦船のサンパスクアルがセントフィリップ砦の下を通過し、その乗組員は戦闘態勢に着いていた（即座の戦闘は予測されていなかったが、これが海軍の伝統だった）。最終的に午後1時頃にサンパスクアルがメスキダに到着し、艦隊の残りも次第に追いついてきて、上陸準備が始まった。午後6時、浜辺にスペイン旗が立てられ、祝砲23発が放たれた。
イギリス軍はメノルカ島南部海岸に哨塔を建てており、艦隊が接近するのを視認していた。急報が即座にマオーに送られた。さらに島の中心のトロ山にあった哨塔からのより詳しい報告で情報が補われた。正午までにはマオー周辺のイギリス軍関係者の大半がセントフィリップ砦の壁の中に移動しており、港入口には鎖が固定され、狭い海峡には小さな船が沈められて、海からの侵入を不可能にした。知事の家族を含め非戦闘員はヴェネツィア人の船に乗って安全なイタリアに出港する準備を行い、フィレンツェにあるイギリス軍護衛部隊に侵略に関する情報を伝えるようにされた。その伝言には守備隊が「良好な健康状態と士気」にあり、「果敢な抵抗」を行うという言葉で締め括られていた。この船は8月31日にリヴォルノに到着した。スペイン軍がマオーの町に入ったとき、町に残っていた住民の大半はスペイン側であり、歓呼の声で迎えられた。ジョージタウンでは152名の捕虜が捕らえられ、シウタデリャとフォルネルスに派遣された部隊は8月20日に約50名のイギリス兵を見付けただけだった。島をスペイン軍の管理下に置く処置が取られた一方で、クリヨンとマリー知事の間で手紙が取り交わされ、侵攻軍は反撃に備えてその防御を固め始めた。8月23日までにメノルカ島には7,000名以上のスペイン兵が上陸しており、さらに3,000名が間もなく加わった。侵攻軍がその地歩を固めると、艦隊の大半はメノルカ島を離れ、ギシェンは9月15日にブレスト港に戻った。
この侵攻の報せが約4週間後にイギリス本国に知らされると、新聞は守備隊が5,660名居ると報じたが、そのうち1,500名は地元民兵であり、400名は文民労働者だった。これら集団のうち極少数が砦の中に入ったが、イギリスがメノルカ島に迎え入れていた国際的な事業集団、すなわち北アフリカ人、ユダヤ人、ギリシャ人等は入らなかった（アフリカ人とユダヤ人の社会に残っていた者達は9月11日にスペイン軍によって追放され、他の国の者達もその後に追放された）。また守備隊の数には島の他所で侵略軍に捕まった者も含まれていたので、砦守備隊の戦闘要員は3,000名足らずであり、数字を大きく報道したのは侵略軍の意気を落とすための誇張と見られている。

## 包囲戦の開始

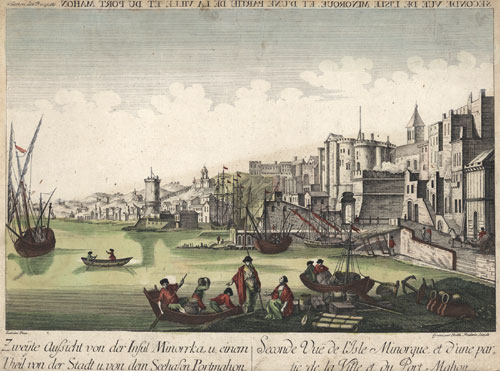
1770年頃のメノルカ島

間もなくセントフィリップ砦を包囲するための砲台建設が始まり、その中でも重要なのが港口とは反対側のラモラとジョージタウンに近いビニサイダのものだった。イギリス軍はこれら工作を容易にはさせなかった。その大砲を工事地点に向け、砦から部隊を出撃させることもあった。その中でも大きなものは10月11日に400名（スペインの新聞が報道）ないし700名の兵士が港を横切ってラモラに向かったものであり、80名の兵士と8名の士官を捕獲した。スペイン部隊がその追撃に派遣されたが遅すぎた。その士官達は捕虜になったイギリス軍士官と交換されるのではない限り、二度と戦闘には加わらないと誓約した後で解放された。この戦闘でイギリス兵3名が戦死した。この戦闘はイギリス軍にとって成功だったが、マリー知事とその副官であるウィリアム・ドレイパー中将との間にその権限に関する議論があって齟齬が生じ、その後さらに険悪なものになっていった。
このことが起こる前でもクリヨンの軍隊の中にはかなりの不満の声があった。これは1775年にスペイン軍がアルジェのアージェル市攻撃して成功したときの体験と比較したものだった。それゆえに援軍が命じられ、偶然にもイギリス軍の攻撃があった翌日にマルセイユからの最初の船がフォルネルスに到着した。既に島に上陸していた10,411名の軍隊に、10月23日には2個旅団（フランス兵1個旅団とドイツ兵1個旅団）、総計3,886名が追加された。この時にはまたスペイン政府から別の戦略を試みる提案がクリヨンに要請されていた。メノルカから数か月も掛かってイギリスに漏れ聞こえた報告の中で、1782年1月末にロンドンの新聞に掲載された2通の手紙は混乱させるものだった。1つは1781年10月16日付けでマリーからクリヨンに送られた手紙であり、マリーの家系は公爵家と同じくらい高貴なものであり、元クリヨン公爵が国王から裏切りを求められたときにこれを拒んだことを思い出させようとするものだった。もう一通はクリヨンの返信であり、クリヨン自らマリーの批判を喜んで受け入れることを示していた。これら交換された手紙のもとになったのは、クリヨンがマリーの降伏と引き換えに50万ペソ（当時10万ポンド、或る史料では100万ポンドの価値があった）とスペイン軍あるいはフランス軍での位を提案したことだった。

## 大砲撃
11月11日、包囲軍の迫撃砲が運用を開始された。最初の数日で砦に与えた損傷と言えば小さな6ポンド砲1門の砲架を壊したことだった。砦から放たれた砲弾が迫撃砲の火薬庫に着弾し、迫撃砲1門が破壊された。砦の砲手はジョージタウンの桟橋で荷卸しをしていた補給船1隻を沈めることにも成功した。この情報はマリーから11月12日と13日付けの2通の手紙で報告され、イングランドには12月4日までにもたらされた。イギリス政府からもマリー宛ての手紙が到着し、守備隊の勇気を称賛し、できるだけ早く救援を送ることを約束していた。実際にはジブラルタルも包囲されており、イギリスは1年以上の食糧備蓄を含め、1756年の戦い後にセントフィリップ砦に成された慎重な改良に依存していた。
スペイン軍砲兵による砦への砲撃が2か月近く続いた後の1782年1月6日が最終攻撃の始まりとされた。この攻撃の初日、100門のカノネード砲と35門の迫撃砲から砦の外郭に激しい砲撃が行われて損傷を与えたので、マリーは全将兵を砦の内郭まで退かせるしかなくなった。しかし、守備側を怯ませた砲撃によって、200門のカノネード砲と40門の迫撃砲を持っていた守備側も攻撃側に対する砲撃を始めさせることになり、1月12日にはもう1隻補給船を沈めた。その3日後、攻撃側が照準を良く定めた焼夷擲弾を重要な倉庫に命中させて炎上させ、報復を果たした。その倉庫には砦の物資の中でも塩漬け肉が多く保管されており、4日間燃え続けた。この頃にマリー知事と副知事のドレイパーとの関係が完全に破綻しており、ある不愉快な事件の後で、マリーがドレイパーを解任した。

## 神による敗北？
守備隊にとって肉の喪失は比較的小さな問題だった。砦は改良されていたが、野菜庭園には砲弾避けが施されていなかったので、新鮮な野菜を手に入れる手段が無くなり、現在ビタミン欠乏で生じることが分かっている壊血病への対処が難しくなっていた。兵士達は次第に深刻な兆候を示し始め、2月の初めには、病院に収容されている者の数が1日に50人を超えた。砦の複雑な守りを監視するためには415名の兵士が必要だった。2月3日までにどんな任務でも遂行できる兵士はやっと660名となり、それ故に1日の衛兵2シフトを賄うために必要な830名に対して、170名が不足することになった。660名の動ける兵士の中で560名は壊血病の兆候があり、数名の者が哨兵任務中に死亡し、医務担当士官にもその体調を報告しない道を選んでいた。
マリーは医療チームから一連の急報を受けた後の1782年2月4日、クリヨン公爵に10か条の降伏条件を付けた文書を送っていた。これは守備隊がイギリスに戻る輸送船をあてがわれ、その費用はイギリス政府が払うべきものとする原則に基づいていた。クリヨンは守備隊が戦争捕虜と宣せされることに固執する指示を受けていたのでこれを拒絶したが、妥協が可能であるべきことを強く示唆した。2月5日、両軍は最終合意に達し、翌6日には調印を行い、兵士達は輸送船を待つ間の一時的捕虜状態に置かれることが認められ、「マリーとその兵士が守備中に示した勇敢さに対し忠誠と勇敢さに対する考慮が払われ、武器を肩に、太鼓を鳴らし、火縄を燃やし、軍旗を掲げて敵軍の間を行進した後に武器と軍旗を降ろす」ことまでが取り決められた。スペイン軍とフランス軍の将兵がセントフィリップ砦からジョージタウンまでの道路の両側に並ぶ中を、マリーの兵士950名程が粛々と行進し、ジョージタウンで守備隊の兵士は「神のみに」降伏するために武器を置いた。マリーは行進中もじっと前を見据えていたが、カリヨンとその副官のファルケンハイン男爵から、フランス兵とスペイン兵の多くがその目撃したものに涙を流したことを聞いた。クリヨンとその部下達は幾つかの点で合意点以上のところまで行っており、マリーは「我々が快復するために貢献するようなあらゆること」を提供してくれたと述べた。

## 戦闘の後
1782年2月22日付けスペインの「ハセタ・デ・マドリッド」紙はスペインの損失を戦死184名、負傷380名と推計している。包囲戦終了時の「ロンドン・ガゼット」紙の記事では、イギリス守備隊の59名が戦死していた。149名の負傷兵を含む2,481名の軍属が降伏したことになるが、多くの者が壊血病で死亡したことは無視されているか、あるいは守備隊の総勢力について当初発表したものにかなり誇張された数字が使われていたかである。降伏後に砦から出てきた者の中には43名の文民労働者、154名の妻と212人の子供達もいた。砦自体はスペイン軍参謀の間で検討された後、簡単には修復できないように破壊された。クリヨンが意図した類の急襲では奪取できず、スペインに対抗して使うこともできないようになった。
クリヨン公爵はこの成功に続いてマオー公爵の称号を与えられ、新たにジブラルタル攻略の任務を与えられた。クリヨンはそこで砦を襲う大胆な作戦を始めた。ジェイムズ・マリー中将は、ウィリアム・ドレイパーの告発により、1782年11月に軍法会議に掛けられた。結局マリーは2つの罪状でのみ有罪とされた（そのうち重大なものはその副官を見下すような命令を発したことであり、それが1月にドレイパーを解任する引き金になっていた）。1783年1月、マリーは譴責処分の判決を受け、その後直ぐに国王ジョージ3世直の仲介で、法廷でドレイパーが発した言葉に対する謝罪が行われた。そうでもしなければ決闘になっていたかもしれない。2月にマリーは大将に昇進したが、包囲戦中に60歳の誕生日を過ぎていたので、実務に戻ることはなかった。ただし、マリーは1789年に第21フュージリア連隊の連隊長になった。
イギリスはフランス革命戦争中の1798年にメノルカ島を再占領したが、1802年のアミアンの和約締結後にスペインに恒久的に返還した。

### その他の史料
- Historic maps of the Port Mahon area (click compass roses) mapforum.com — accessed 2007-12-15
- Terrón Ponce, José L. La toma de Menorca en las memorias y epistolario del duque de Crillon, Mahón, I.M.E. (1998)- online edition